# Maria Angelina Ducena Paleóloga
Maria Angelina Ducena Paleóloga ou Marija Angelina Nemanjić (em grego: Μαρία Αγγελίνα Δούκαινα Παλαιολογίνα) foi a auto-proclamada "basilissa" ("imperatriz", "rainha") do Epiro entre 1384 e 1385, ascendendo ao trono depois do assassinato de seu marido, Tomás Preljubović.

## Vida
Maria era filha do auto-proclamado imperador Simeão Uresis, meio-irmão do imperador Estêvão Uresis IV com Tomás Orsini. Seu avô materno foi João II Orsini do Epiro. Em 1366, Maria se casou com Tomás Preljubović, que fora nomeado governador do Epiro em Joanina por seu pai. Popular entre seus súditos, Maria aparentemente era mal-tratada pelo marido e participou do complô para matá-lo em 23 de dezembro de 1394.
A população de Joanina aclamou Maria como nova monarca e ela passou a utilizar o título de "basilissa", a forma feminina de "basileu", utilizado pelo imperador bizantino. Maria convocou seu irmão, João Uresis Ducas Paleólogo (que era um monge sob o nome monástico de Josafá) para aconselhá-la nos assuntos de estado. João sugeriu que ela se casasse com Esaú de' Buondelmonti, um dos nobre latinos capturados por Tomás em 1379. Contava-se já na época que Maria já estava enamorada do prisioneiro antes do assassinato do marido e que teria sido este caso o real motivo do assassinato.
Maria casou-se com Esaú em fevereiro de 1385 e sobreviveu por mais uma década, morrendo em 28 de dezembro de 1394. A "Crônica de Joanina", que é muito hostil a Tomás, descreve Maria em termos extremamente elogiosos; o historiador bizantino Laônico Calcondilas sugeriu que ela era uma esposa infiel de moralidade questionável. Ambos os relatos podem ser enviesados.
Maria não parece ter tido filhos com nenhum dos maridos.